# František Matys
František Matys (27. listopadu 1923 – 14. dubna 1986) byl český fotbalista, brankář, reprezentant Československa.

## Fotbalová kariéra
Za československou reprezentaci odehrál roku 1950 jedno utkání (přátelský zápas s Maďarskem), jednou startoval i v reprezentačním B-mužstvu. V lize odehrál 163 utkání. Hrál za SK Polaban Nymburk (1945–1946), Jednotu Košice (1946–1951) a Spartak Hradec Králové (1956–1960), s nímž získal roku 1960 historický titul mistra, jediný v dějinách klubu a první, který v československé lize putoval mimo Prahu a Bratislavu.

## Ligová bilance
| Ročník                                     | Zápasy | Góly | Klub                   |
| ------------------------------------------ | ------ | ---- | ---------------------- |
| Státní liga 1946/47                        | -      | 0    | SK Polaban Nymburk     |
| Státní liga 1946/47                        | -      | 0    | ŠK Jednota Košice      |
| Státní liga 1947/48                        | 20     | 0    | ŠK Jednota Košice      |
| Státní liga 1948                           | 13     | 0    | ŠK Jednota Košice      |
| Celostátní československé mistrovství 1949 | -      | 0    | Dynamo ČSD Košice      |
| Celostátní československé mistrovství 1950 | -      | 0    | Dynamo ČSD Košice      |
| Mistrovství československé republiky 1951  | -      | 0    | Dynamo ČSD Košice      |
| 1. československá fotbalová liga 1956      | 22     | 0    | Spartak Hradec Králové |
| 1. československá fotbalová liga 1957/58   | 16     | 0    | Spartak Hradec Králové |
| 2. československá fotbalová liga 1958/59   | -      | -    | Spartak Hradec Králové |
| 1. československá fotbalová liga 1959/60   | 1      | 0    | Spartak Hradec Králové |
| CELKEM                                     | 163    | 0    |                        |